# Dunkerque Arena
De Dunkerque Arena is een afgevoerd publiek-privaat bouwproject in het Noord-Franse Duinkerke. Met een variabele capaciteit gaande van 3.000 tot 10.700 toeschouwers zou de indoorarena zowel professionele sportwedstrijden als andere culturele evenementen kunnen ontvangen. De oplevering van het project was in de herfst van 2015 voorzien.

## Opzet
Het opzet van de Dunkerque Arena was tweezijdig. Enerzijds was het de bedoeling om grote culturele evenementen naar de regio van Duinkerke te halen. Anderzijds wou men de lokale sportinfrastructuur opwaarderen. Met name basketbalclub BCM Gravelines-Dunkerque en handbalploeg Union Sportive Dunkerque Handball Grand Littoral zouden in de arena hun thuiswedstrijden afwerken. Socialistisch politicus Michel Delebarre, toenmalig burgemeester van Duinkerke, geldt als één van de bezielers van het project.

## Locatie & capaciteit

### Locatie
De voorziene ligging van de Dunkerque Arena was de site Noort-Gracht, gelegen in de wijk Klein-Sinten (Frans: Petit-Synthe) te Duinkerke. Het bouwwerk zou zich op korte afstand van de autosnelweg A16 en het toekomstige winkelcentrum Centre Commercial Grand Nord bevinden.

### Capaciteit
De maximumcapaciteit van de indoorarena werd vastgelegd op 10.700 toeschouwers. Enkel voor niet-sportevenementen was dit de beoogde doelcapaciteit. Door beroep te doen op een variabel systeem van capaciteit hadden basketbal- en handbalwedstrijden respectievelijk 10.200 en 9.500 toeschouwers kunnen herbergen. Een parking met ruimte voor 2.500 voertuigen zou zich in de onmiddellijke omgeving van de arena bevinden.

## Actoren

### Architect en projectleider
Het Franse architecten- en ingenieursbureau Agence Chabanne stond in voor het architecturale aspect van de Dunkerque Arena. De onderneming was eerder reeds betrokken bij onder andere de creatie van het Vélodrome National de Saint-Quentin-en-Yvelines. Het eveneens Franse VINCI Construction was als projectleider bij de arena betrokken.

### Overheid
Het bouwproject werd voorgesteld als een publiek-private samenwerking. De Stedelijke gemeenschap van Duinkerke (Frans: Communauté urbaine de Dunkerque) speelde een rol in het gebeuren.

## Kostprijs
De totale investering in de arena werd geraamd op 112,40 miljoen euro. Bouwonderneming VINCI Construction zou 6 miljoen euro kapitaal inbrengen, van overheidswege zou dit minimaal 37 miljoen euro bedragen. Het overige gedeelte van de financiering (69,40 miljoen euro) zou middels bancaire financiering gebeuren.

## Tijdspanne
Eind 2012 ondertekent projectleider VINCI Construction de overeenkomst voor de bouw en exploitatie van de Dunkerque Arena. De bouw had oorspronkelijk in oktober 2013 moeten aanvangen. De ingebruikname was dan weer voorzien voor de herfst van 2015.

## Afvoering
Op 28 april 2014, tijdens een burgemeestersbijeenkomst van de Stedelijke gemeenschap van Duinkerke onder leiding van Patrice Vergriete, wordt er unaniem gestemd voor een stopzetting van het project. Aan de beëindiging van de overeenkomst en de reeds uitgevoerde studies wordt een budgettaire impact van om en bij de 30 miljoen euro gekoppeld.